# 반킴 찬드라 차토파디아야

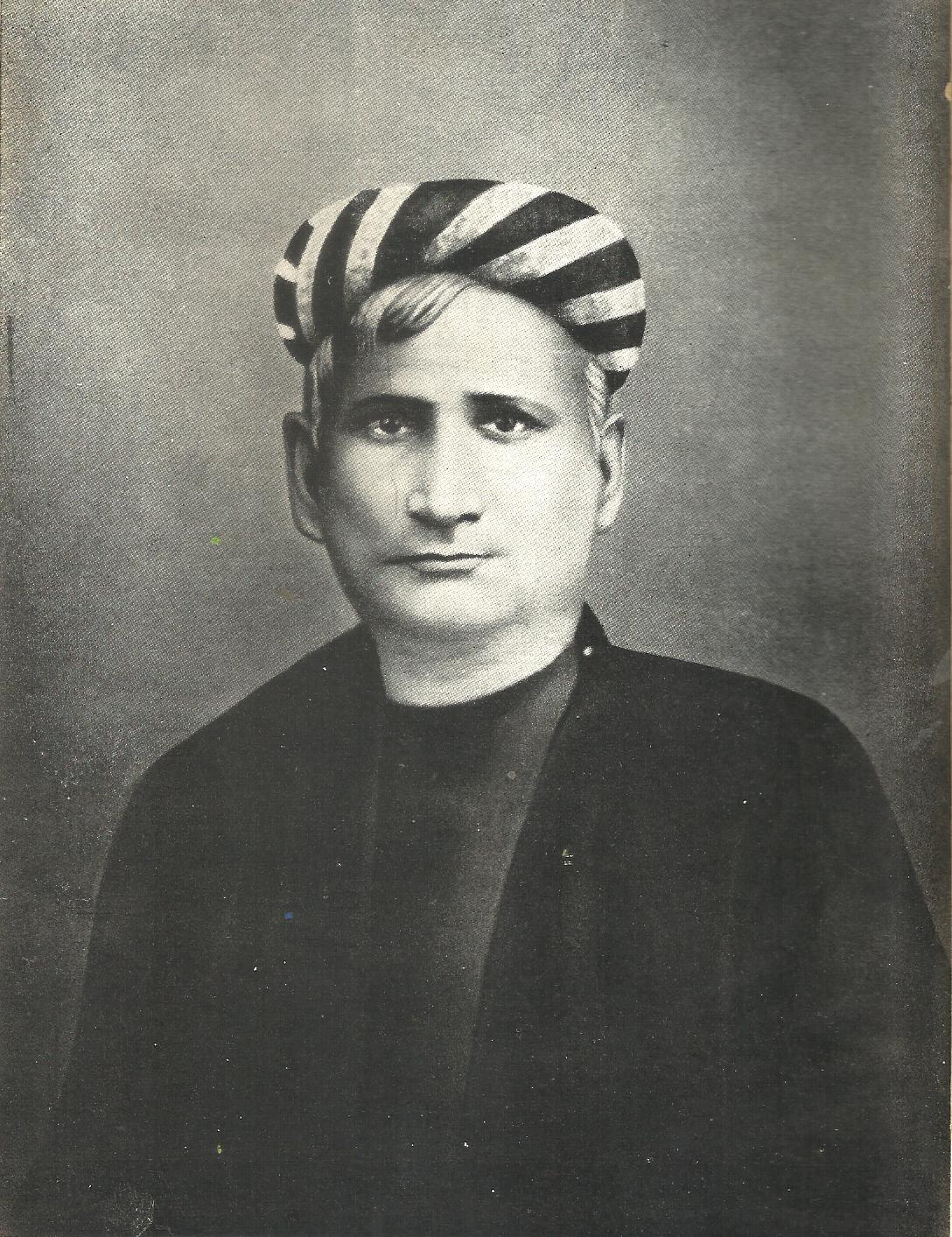

반킴 찬드라 차토파디아야(1838년-1894년)는 현대 인도의 벵골어 소설가로서 유럽 문학의 영향을 받아서 그 기법을 교묘히 받아들여 현대문학의 기초를 구축하였다. 스콧의 <아이반호>를 본(本)으로 하여서 씌어진 역사소설 <라지신하>(1881), 후일 민족주의 사상의 싹이라고도 할 정치소설 <기쁨의 승원(僧院)>(1882) 등 일련의 작품은 현대 인도의 여러 언어로 번역되어, 여러 언어의 문학에 깊은 영향을 주어 현대문학의 새로운 장을 열었다는 점에서 현대 인도문학의 시조라 할 수 있다.